# آناهیت بارسامیان
آناهید بارسامیان (ارمنی: Անահիտ Պարսամյան; انگلیسی: Anahit Parsamyan زاده ۸ اوت ۱۹۴۷ - درگذشته ۱۱ مارس ۲۰۱۷) شاعره، مترجم و نویسنده اهل ارمنستان بود.

## زندگی‌نامه
در ۸ ماه اوت سال ۱۹۴۷ در شهر ایروان پایتخت ارمنستان تولد یافته‌است. در سال ۱۹۶۹ در رشته ادبیات تطبیقی از دانشگاه دولتی ایروان فارغ‌التحصیل شد. در سال‌های ۷۹–۱۹۷۰ در هیئت تحریریه هفته نامه «صدای میهن» قلم زده‌است. وی در سال ۱۹۷۵ به عضویت اتحادیه نویسندگان ارمنستان درآمد. بارسامیان که دوره عالی ادبیات را نیز در «انجمن نویسندگان مسکو» به پایان رسانده‌است. وی از اعضای هیئت تحریریه «روزنامه ادبی» ارمنستان می‌باشد.

## شعر «عطش»
من از این آبم و از این خاک
اندکی ابرم اندکی خورشید
اندکی گل هستم، اندکی آب و اندکی هم سنگ
عطشی هستم من، عطشی بسیار بزرگ

## کتابشناسی
شعرها و نوشته‌های این شاعره و روزنامه‌نگار در بیش از پنج کتاب منشتر شده‌است.
- عنقا (۱۹۷۳)
- شاهزاده خانم (۱۹۷۵)
- اقرار (۱۹۷۷)
- ظرف آبی (۱۹۸۰)
- داستان روز (۱۹۸۲)
- گل سرخ ملکه (۱۹۸۹)
- ساعت رستاخیز (۲۰۰۴)